# 羅馬教區代理主教
羅馬教區代理主教為天主教羅馬教區的特定職務，其職責是代理同時身為該教區正權主教的教宗，處理教區在羅馬市內的各項事務。有時該職也被稱為代理樞機或代牧樞機（義大利語：Cardinale Vicario），這是因為此職慣例上是由樞機擔任。羅馬教區的另一區塊——梵蒂岡城國境內的教務，則由梵蒂岡城國代理主教負責。
現任羅馬教區代理主教為巴爾達薩雷·雷納樞機，於2024年10月06日就任。榮休代理主教為奧斯定·瓦利尼樞機。

## 職稱
此一職務在英文版《宗座年鑑》上的正式名稱為「Vicar General of His Holiness」，意為「宗座的總代理者」，因為該職全權代理教宗執行身為正權主教所必須執行的教區管理工作。其對應的其他教區職務為副主教，但比其他教區的副主教擁有更大的職權。

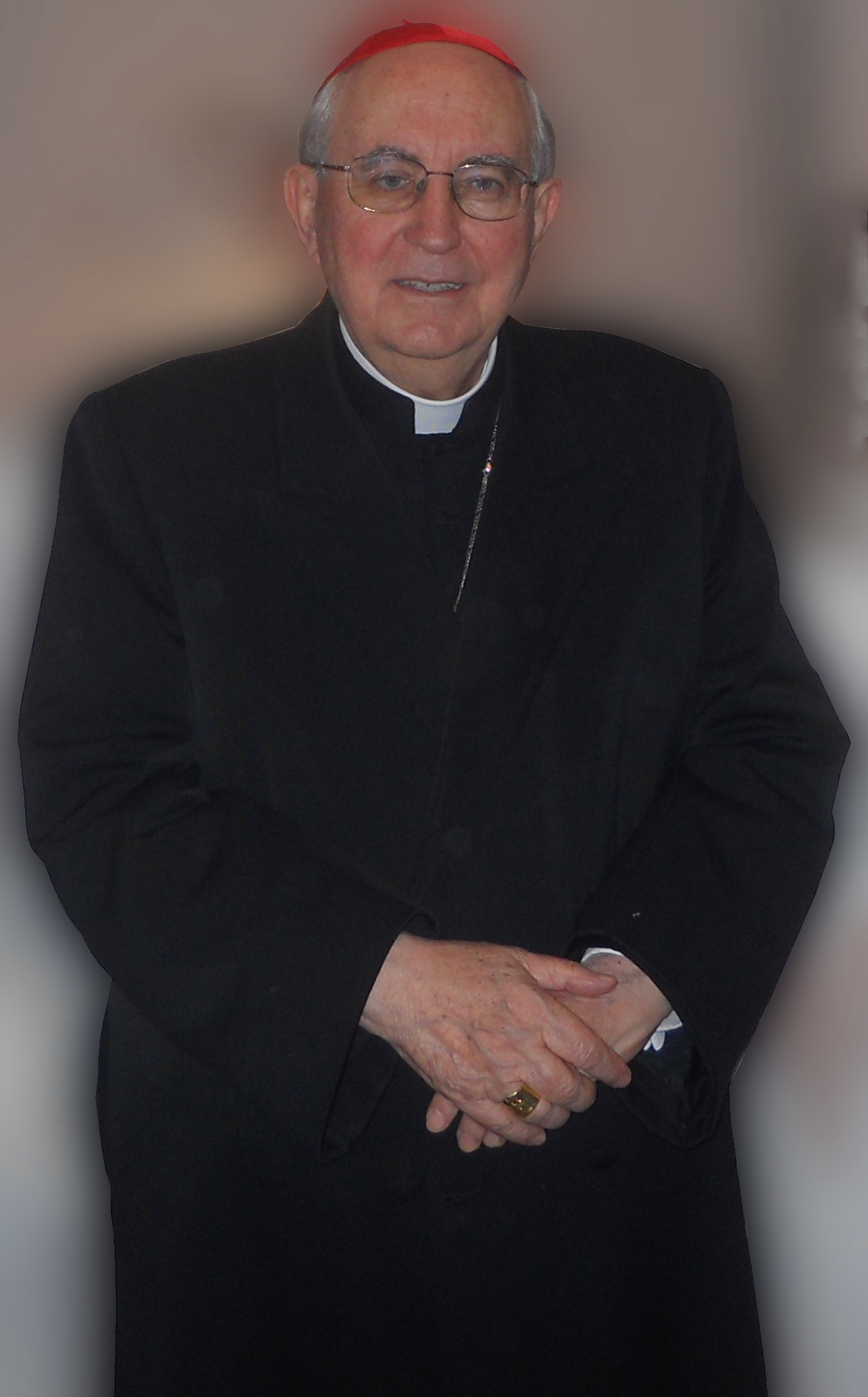
榮休羅馬教區代理主教奧斯定·瓦利尼樞機